# Fernando Vicente Sánchez
Fernando Vicente Sánchez (Madrid, noviembre de 1963) es un pintor e ilustrador español.

## Biografía

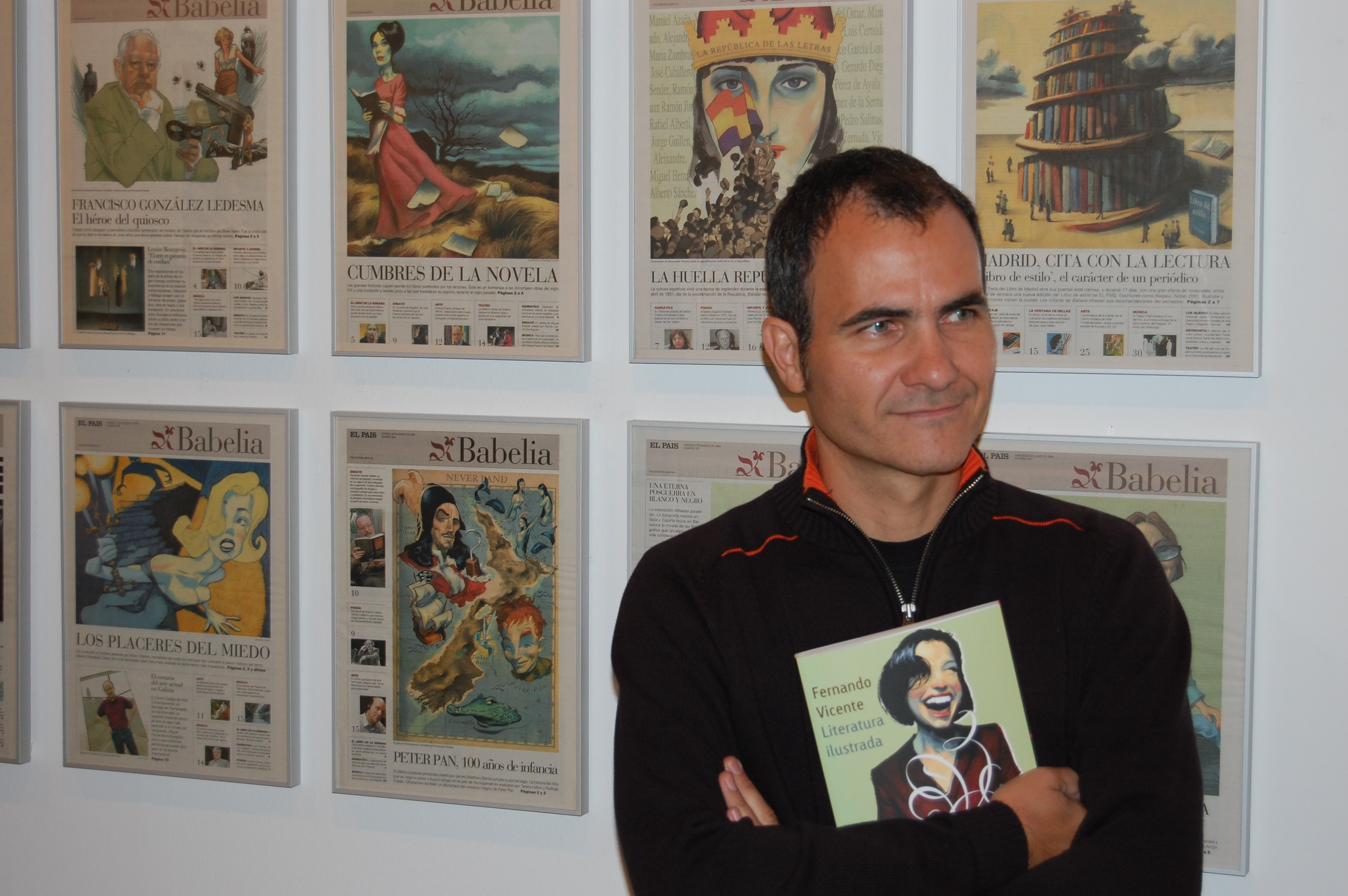
Fernando Vicente Pintor e Ilustrador

De formación autodidacta, sus primeros trabajos como ilustrador aparecieron en la primera mitad de la década de los ochenta, en plena movida madrileña, en las revistas Madriz -donde publicaría de forma continuada tanto en el ámbito de la ilustración como de la historieta- y  La luna de Madrid. Tras este primer periodo, durante cerca de una década dejó de lado la ilustración como su principal actividad profesional, para pasar al sector de la publicidad, donde sería director de arte en diversas agencias.
De vuelta al mundo de la ilustración, desde 1999 hasta la actualidad publica asiduamente en el diario El País y sus diversos suplementos, siendo de especial importancia sus colaboraciones en el cultural Babelia. Gracias a este trabajo ha ganado tres premios Award of Excellence de la Society for News Design. Sus diseños han aparecido también en revistas como Europa Viva, Ronda Iberia, Lápiz, Rock de Lux, Vogue, Playboy, Gentleman, Letras Libres, Interviú, Cosmopolitan o DT.
Además de su trabajo para prensa diaria y revistas, ha realizado portadas de libros y discos, así como las ilustraciones de más de una veintena libros, tanto dirigidos al público infantil y juvenil como a adultos.
En 1984 expuso por primera vez sus trabajos en la Galería Moriarty y en el Festival de Cómic de León. Desde entonces ha participado en multitud de exposiciones, tanto colectivas como individuales, siendo especialmente destacable la muestra retrospectiva Universos (2011). 
Su obra está recogida en los volúmenes Los pin-ups de Fernando Vicente (2004, Dibbuks), Literatura ilustrada (2007, Ediciones Sins Entido y Diputación de Sevilla), Portraits (2009, Blur Ediciones), Portadas (2010, Brandstudio Press), Universos (2011, Ayuntamiento de Palma de Mallorca y Caja de Ahorros del Mediterráneo), Artbook (2014, Ominiky Ediciones) y Fernando Vicente (2014, Roads Publishing).
La obra como pintor de Fernando Vicente se caracteriza por la presencia constante de la figura humana combinada con otros elementos que el autor ha ido coleccionando a lo largo de su vida. Así, de las cuatro series principales que agrupan su obra pictórica, Anatomías está pintada sobre mapas, Atlas sobre láminas mecánicas de taller, y Vanitas y Venus usan láminas anatómicas (teniendo estas dos últimas como referencias, respectivamente, a las fotografías de moda de los años 50 y a los grandes temas de la pintura clásica).
La técnica empleada es la misma tanto para la ilustración como para la pintura, el acrílico, cambiando únicamente el soporte, el papel en el primer caso y el lienzo en el segundo. Igualmente, Fernando Vicente trabaja siempre de pie, frente a un gran caballete, incluso en el caso de la ilustración. El uso del ordenador se limita, cuando es necesario, únicamente al acabado final: tipografías, aplicación de colores de fondo o collages.

## Exposiciones
- 1984: Las ciudades, Galería Moriarty.
- 1984: Festival de Cómic de León.
- 1985: Centro Cultural Nicolás Salmerón.
- 1985: ARCO 85. Ayuntamiento de Madrid.
- 1985: Rockola.
- 1986: Ayuntamiento de Alcoy.
- 1987: Imagfic.
- 1987: Jarrones, Galería Sen
- 1989: Centro Puerta de Toledo
- 1991: Selección Premios Penagos, Centro Cultural Mapfre.
- 1992: El Cielo de Madrid, Pabellón de la Comunidad de Madrid de la Expo 92 en Sevilla.
- 1994: Pintango, Centro Cultural Galileo (Madrid) y, posteriormente, en Granada.
- 1995: Galería Musuri Madrid.
- 1996: Exposición Talleres de Pintura. Círculo de Bellas Artes de Madrid.
- 1996: CBA & Soul. Círculo de Bellas Artes de Madrid.
- 1997: Exposición Reciclajes Urbanos, Galería Max Estrella de Madrid.
- 1997: Exposición Cosas Importantes Para Causas Imprescindibles, Centro Cultural Casa del Reloj.
- 1997: Libro exposición Bar adentro, Café La Palma.
- 1998: Exposición individual, Galería Max Estrella de Madrid.
- 2000: Bienal Ciudad de Albacete.
- 2000: Exposición individual. Anatomías, Galería Sen de Madrid.
- 2000: Exposición colectiva Tránsito, Toledo.
- 2000: Exposición colectiva Estampa 2000.
- 2001: ARCO 2001 Geografías, Galería Sen de Madrid.
- 2003: Exposición colectiva Su mejor amigo, Galería Sen de Madrid.
- 2003: Exposición colectiva La aristocracia del espíritu, Galería Castelvi de Barcelona.
- 2003: Exposición individual Dibujos Babelia, ypunto de Madrid.
- 2009: Exposición individual Atlas, Galería Sen de Madrid.
- 2009: Exposición Atlas, Museo de los Ángeles, Turégano Segovia
- 2004: Exposición Aula de las metáforas, Capilla de los Dolores. Grado.
- 2005: Exposición individual Las Pin-up de Fernando Vicente, Espacio Sins entido de Madrid.
- 2005: Exposición colectiva Tipos Ilustrados , Espacio Cromotex.
- 2007: Exposición individual Literatura Ilustrada, Diputación de Sevilla.
- 2007: Exposición individual Vanitas, Galería Sen de Madrid.
- 2007: Exposición individual Literatura Ilustrada, Espacio Sins entido de Madrid.
- 2008: Exposición colectiva Collage, Galería Sen de Madrid.
- 2009: Exposición individual Literatura Ilustrada, Centro Cultural del Matadero de Huesca.
- 2009: Exposición individual Literatura Ilustrada, Círculo de Bellas Artes de Madrid.
- 2009: Exposición colectiva Papeles apropiados, Studio Banana de Madrid.
- 2010: Exposición colectiva Opiniones. Prensa e ilustración, Espacio Sins entido de Madrid.
- 2010: Exposición colectiva Dibujando El Transcantábrico, Delegación del Principado de Asturias en Madrid.
- 2011: Exposición individual Universos, Casal Solleric, Palma de Mallorca.
- 2011: Exposición individual Venus, Gloria Librería y Espacio de Arte, Madrid.
- 2012: Exposición colectiva 18+12 Ilustradores interpretan la Constitución, Museo ABC, Madrid.
- 2012: Exposición colectiva Drácula, un monstruo sin reflejo. Cien años sin Bram Stoker, Fundación Luis Seoane, La Coruña.
- 2012: Exposición colectiva Objectify this: Female anatomy dissected and displayed, Design Cloud Gallery, Chicago.
- 2012: Exposición individual El manifiesto comunista, Librería Panta Rhei, Madrid.
- 2013: Exposición colectiva La cocina del dibujo, Galería Pelayo47, Madrid.
- 2012: Exposición colectiva Drácula, un monstruo sin reflejo. Cien años sin Bram Stoker, Casa del Lector, Matadero Madrid.
- 2013: Exposición colectiva El Papel de la Movida, Museo ABC, Madrid.
- 2013: Exposición individual Las Superheroínas de Elektra, Pabellón de Cristal Recinto Ferial de la Casa de Campo de Madrid.
- 2014: Exposición colectiva 10 años de cómics. El catálogo de Dibukks a través de sus autores, Fnac Callao Madrid.
- 2015: Exposición individual Dracula, Sala de exposiciones de la Diputación Provincial de Castellón.
- 2015: Exposición individual Universos, Museo ABC, Madrid.
- 2015: Exposición individual Drácula, Feria del Libro de Madrid.
- 2015: Exposiciones individuales Literatura Ilustrada y La isla del tesoro, Biblioteca Pública de Retiro, Madrid.
- 2015: Exposición individual, Jornadas Internacionales del Cómic Villa de Avilés.
- 2015: Exposición individual El eterno femenino, Galería La Fiambrera, Madrid.
- 2015: Exposición individual La Guerra Civil contada a los jóvenes, Museo ABC, Madrid.
- 2015: Exposición colectiva Feliz NO cumpleaños. 150 años en el País de las Maravillas, Museo ABC, Madrid.
- 2015: Exposición colectiva El viaje, Galería La Fiambrera, Madrid.
- 2016: Exposición individual Drácula, Sala Bantierra, Zaragoza.
- 2016: Exposición individual Venus, Galería Background, Barcelona.
- 2016: Exposición individual Drácula, Escuela de Arte de Teruel.
- 2016: Exposición individual Cumbres borrascosas, Librería Panta Rhei, Madrid.
- 2016: Exposición individual 15 días con...Fernando Vicente - Venus, Galería A Cuadros, Madrid.
- 2016: Exposición individual Alicia a través del espejo, Librería Tipos Infames, Madrid.
- 2016: Exposición individual La Guerra Civil contada a los jóvenes, Librería Quëntum, Cádiz.
- 2016: Exposición individual Pulp Covers, Galería El arte del cómic, Madrid.
- 2017: Exposición individual Clásicos ilustrados, Complejo El Águila, Madrid.
- 2017: Exposición colectiva Spirou en Madrid, Casa del Lector, Madrid.
- 2017: Exposición individual Alicia a través del espejo, Librería La Librairie, Madrid.
- 2017 - 2018: Exposición individual Alicia a través del espejo, varios centros FNAC (Zaragoza, Barcelona, San Sebastián, Madrid, Sevilla, Málaga y Alicante).
- 2017: Exposición individual Drácula, Salón del Cómic de Navarra, Pamplona.
- 2017: Exposición individual Diez días que sacudieron el mundo, Librería Cervantes y Compañía, Madrid.
- 2017: Exposición individual Diez días que sacudieron el mundo, Librería Troa Zubieta, San Sebastián.
- 2018: Exposición individual Drácula, Centro Municipal de Arte y Exposiciones de Avilés.
- 2018: Exposición individual Clásicos Ilustrados, Centro Municipal de Arte y Exposiciones de Avilés.
- 2018: Exposición colectiva Nou Atles Il-lustrat , Museu de Belles Arts de Castelló.
- 2018: Exposición colectiva Vampirella, Colección de miradas, Galería El arte de Cómic de Madrid.
- 2019: Exposición colectiva 25 aniversario Jabalina, Galería Modus Operandi, Madrid.
- 2019: Exposición individual Retablo, Librería Tipos Infames, Madrid.
- 2019: Exposición individual Aventuras ilustradas, Pabellón de la Comunidad de Madrid en la Feria del Libro de Madrid.
- 2019: Exposición individual Retablo, Librería Gil, Santander.
- 2019: Exposición individual Espíritus de Nueva York, Galería El arte del cómic, Madrid.
- 2020: Exposición individual El último romántico, Librería Amapolas en octubre, Madrid.
- 2021: Exposición colectiva M de m. De paseo por Madrid, Centro Cibeles, Madrid.
- 2021: Exposición individual Gentleman. Dibujos de moda, La Recova, Madrid.
- 2021: Exposición individual Mujeres imaginadas, Galería acuadros Archivado el 13 de agosto de 2022 en Wayback Machine., Madrid.
- 2021: Exposición individual Amapolas en abril, Librería Amapolas en octubre, Madrid.
- 2021: Exposición individual Originales de la edición ilustrada "Amapolas en Octubre" de Laura Riñon Sirera Librería Amapolas en octubre, Madrid.
- 2022: Exposición individual Mitos del cine de terror, Centro Municipal de Arte y Exposiciones de Avilés.

## Libros

### Libros de ilustración
- 2004: Las Pin-Up de Fernando Vicente, editorial Dibbuks.
- 2007: Literatura ilustrada, Diputación de Sevilla y ediciones Sins entido.
- 2009: Portraits, Blur Ediciones.
- 2010: Portadas, Brandstudio Press.
- 2011: Universos, Ayuntamiento de Palma de Mallorca y Caja de Ahorros del Mediterráneo.
- 2014: Artbook, Ominiky Ediciones.
- 2014: Fernando Vicente, Roads Publishing.
- 2017: Clásicos Ilustrados de Fernando Vicente, Comunidad Autónoma de Madrid, Servicio de Documentación y publicaciones
- 2022: El arte de Fernando Vicente, Norma Editorial

### Libros ilustrados
- 2006: Peter Pan, de J. M. Barrie, editorial Alfaguara.
- 2007: Lo que comen los ratones, de Fernando Rouyela, editorial Alfaguara.
- 2007: Momo, de Michael Ende, editorial Alfaguara.
- 2008: El misterio de la ópera, de Norma Sturniolo, Fundación Autor.
- 2008: Bruno Dhampiro, de Rosa Gil, editorial Espasa.
- 2008: Misterio, emoción y riesgo, de Fernando Savater, editorial Ariel.
- 2009: El extraño caso del Dr. Jekyll y Mr. Hide, de Robert Louis Stevenson, editorial Bambú.
- 2009: El valle del miedo, de Arthur Conan Doyle, editorial Bambú.
- 2009: Póquer de ases, de Manuel Vicent, editorial Alfaguara.
- 2010: La expedición de los libros, de Vicente Muñoz Puelles, Oxford University Press.
- 2010: El pequeño hoplita, de Arturo Pérez-Reverte, editorial Alfaguara.
- 2010: El enfermo imaginario, de Molière, editorial Bambú.
- 2011: El juego de las nubes, de Johann Wolfgang von Goethe, Nórdica Libros.
- 2011: La saga de Eirík el Rojo, anónimo, Nórdica Libros.
- 2011: El regreso de Peter Pan, de Vicente Muñoz Puelles, Oxford University Press.
- 2012: El Manifiesto Comunista, de Karl Marx y Friedrich Engels, Nórdica Libros.
- 2012: Mitologías, de Manuel Vicent, editorial Alfaguara.
- 2012: De Madrid al Palace, de Fernando Royuela, ediciones Sins entido.
- 2012: Egipto, de Pau Joan Hernàndez, Combel Editorial.
- 2013: Leandro, el fantasma de la Moncloa, de José María Izquierdo, La hoja del monte.
- 2013: De los álamos el viento, de Ramón García Mateos, Faktoría K de Libros.
- 2013: También fueron jóvenes, de Jordi Serra i Fabra, editorial Bambú.
- 2013: Estudio en escarlata, de Arthur Conan Doyle, Nórdica Libros.
- 2013: Los grandes seductores, de Betsy Prioleau, editorial Lumen.
- 2014: Drácula, de Bram Stoker, editorial Reino de Cordelia.
- 2014: Mansfield Park, de Jane Austen, editorial Galaxia Gutenberg.
- 2015: La metamorfosis, de Franz Kafka, Círculo de Lectores (ilustrado junto a otros artistas).
- 2015: London Calling, de Juan Pedro Aparicio, editorial Páginas de espuma.
- 2015: La Guerra Civil contada a los jóvenes, de Arturo Pérez-Reverte, editorial Alfaguara.
- 2016: El hombre que pudo reinar, de Rudyard Kipling, Nórdica Libros.
- 2016: Cumbres Borrascosas, de Emily Brönte, Tres Hermanas ediciones.
- 2016: Los últimos mohicanos, de Manuel Vicent, editorial Alfaguara.
- 2016: Alicia a través del espejo, de Lewis Carroll, Nórdica Libros.
- 2016: Las dos orillas, de Alejandro Palomas, Ediciones Destino.
- 2017: Poeta en Nueva York, de Federico García Lorca, editorial Reino de Cordelia.
- 2017: Diez días que sacudieron el mundo, de John Reed, Nórdica Libros y Capitán Swing.
- 2017: Deseos de nunca acabar, de Vanesa Pérez-Sauquillo, editorial Lumen Infantil.
- 2018: El perro de los Baskerville, de Arthur Conan Doyle, editorial Alma.
- 2018: Las aventuras de Sherlock Holmes, de Arthur Conan Doyle, editorial Alma.
- 2018: Fabulas Irónicas, de Juan Eduardo Zúñiga, Nórdica Libros.
- 2018: Un cóctel propio: combinados para damas letraheridas, de Laura Becherer, Nórdica Libros.
- 2019: Antología de Relatos de detectives, Editorial Alma.
- 2019: Reforma o revolución, de Rosa Luxemburgo, Nórdica Libros y Capitán Swing.
- 2019: Retablo, de Marta Sanz, editorial Páginas de espuma.
- 2019: Espíritus de Nueva York, de Alberto Gil, Lunwerg Editores.
- 2020: Beethoven. Un músico sobre un mar de nubes, de Ramón Gener Sala, Random Cómic.
- 2020: Las memorias de Sherlock Holmes, de Arthur Conan Doyle, editorial Alma.
- 2020: Frankenstein, de Mary Shelley, Lunwerg Editores.
- 2021: Madame Bovary, de Gustave Flaubert, Tres Hermanas ediciones.
- 2021: El gran Gatsby, de F. Scott Fitzgerald, editorial Alma.
- 2021: Amapolas en Octubre de Laura Riñon Sirera, Editorial Tres hermanas
- 2021: El Valle del miedo, de Arthur Conan Doyle, editorial Alma.
- 2022: El jugador de Fiódor M. Dostoievski (Escritor), Fernando Vicente (Ilustrador), Editorial Akal
- 2022: Arsène Lupin, caballero ladrón, de Maurice Leblanc, editorial Alma.
- 2022: Cuando nacen los monstruos: Mitos del cine de terror de Alberto Gil | Fernando Vicente, Lunwerg Editores
- 2022: Arsène Lupin contra Herlock Sholmès de Maurice Leblanc, editorial Alma.
- 2022: Clarissa Dalloway y su invitada de Virginia Woolf, editorial Nórdica Libros.
- 2022: Lo que el viento se llevó, de Margaret Mitchell, editorial Reino de Cordelia.